# Lairo
Lairo eller Lairojärvi är en sjö i Finland. Den ligger i kommunen Loppis i landskapet Egentliga Tavastland, i den södra delen av landet, 80 km nordväst om huvudstaden Helsingfors. Lairo ligger 92,1 meter över havet. I omgivningarna runt Lairo växer i huvudsak blandskog. Arean är 54,7 hektar och strandlinjen är 6,38 kilometer lång. Sjön  ingår i Kumo älvs huvudavrinningsområde. 